# Michael Trucco
Edward Michael Trucco (San Mateo, Kalifornia, 1970. június 22. –) amerikai színész.

## Filmográfia

### Film
| Év   | Magyar cím Eredeti cím               | Szerep           | Megjegyzés                   |
| ---- | ------------------------------------ | ---------------- | ---------------------------- |
| 2010 | — All American Tooles                | Todd Toole       | rövidfilm                    |
| 2009 | Csillagközi Romboló: A terv The Plan | Samuel T. Anders |                              |
| 2007 | Next – A holnap a múlté Next         | Kendall          | magyar hangja Crespo Rodrigo |
| 2002 | Wishmaster 4: The Prophecy Fulfilled | Steven Verdel    |                              |
| 2001 | A Tűz Markában Ablaze                | Scott            |                              |
| 2001 | Az éjszaka lovagjai Knight Club      | Derek            |                              |
| 2001 | – A Girl, Three Guys, and a Gun      | Trevor           |                              |
| 2001 | Macsók a csúcson The Groomsmen       |                  |                              |
| 1998 | – Confessions of a Sexist Pig        | Troy             |                              |

### Televízió
| Év        | Magyar cím Eredeti cím                                      | Szerep                       | Megjegyzés                                             |
| --------- | ----------------------------------------------------------- | ---------------------------- | ------------------------------------------------------ |
| 2014      | — Killer Women                                              | Billy                        | 5 epizód                                               |
| 2012      | Az igazság ifjú ligája Young Justice: Invasion              | Adam Strange                 | 4 epizód                                               |
| 2012-2013 | Bosszú Revenge                                              | Nate Ryan                    | 7 epizód magyar hangja Barát Attila (György)           |
| 2011      | Psych – Dilis detektívek Psych                              | Cal Eason                    | Dead Man's Curve Ball című epizód                      |
| 2011-2012 | Békét bíró Fairly Legal                                     | Justin Patrick               | 23 epizód magyar hangja Szatmári Attila Stern Dániel   |
| 2011-2012 | Így jártam anyátokkal How I Met Your Mother                 | Nick Podarutti               | 7 epizód                                               |
| 2010      | Castle                                                      | Det. Tom Demming             | 4 epizód magyar hangja Varga Gábor                     |
| 2010      | Meteor vihar Meteor Storm                                   | Tom                          | TV-film                                                |
| 2009      | V                                                           | John May                     | John May című epizód                                   |
| 2008      | Eli Stone                                                   | Adam Mitchell                | One More Try című epizód                               |
| 2008      | – Man of Your Dreams                                        | Larry                        |                                                        |
| 2008      | Agymenők The Big Bang Theory                                | David Underhill              | A rivális című epizód                                  |
| 2008      | Esküdt ellenségek: Különleges ügyosztály Law and Order: SVU | Eric Lutz                    | Smut című epizód                                       |
| 2007      | Csillagközi romboló: Penge Battlestar Galactica: Razor      | Samuel T. Anders             | TV-film                                                |
| 2005-2007 | Tuti gimi One Tree Hill                                     | Cooper Lee                   | 6 epizód magyar hangja Rajkai Zoltán                   |
| 2005-2009 | Csillagközi romboló Battlestar Galactica                    | Samuel T. Anders             | 35 epizód                                              |
| 2004      | Nézd meg az anyját... Perfect Romance                       | Miles Healey                 | TV-film                                                |
| 2002      | Tru Calling                                                 | Nick Kelly                   | Tüzet szüntess című epizód                             |
| 2001      | Sabrina, a tiniboszorkány Sabrina, the Teenage Witch        | Kevin                        | 4 epizód                                               |
| 1999      | Bűbájos boszorkák Charmed                                   | Alec                         | A szerelem fáj című epizód magyar hangja Hujber Ferenc |
| 1998      | Beverly Hills 90210 Beverly Hills, 90210                    | Josh Hunter                  | 4 epizód                                               |
| 1997      | Pensacola - A név kötelez Pensacola: Wings of Gold          | Lt. Tucker "Spoon" Henry III | 44 epizód magyar hangja Balázs Zoltán                  |
| 1994      | Eyes of Terror                                              | Officer                      | TV-film                                                |